# Platypterocarpus tanganyikensis
Platypterocarpus tanganyikensis är en benvedsväxtart som beskrevs av Harvey Lawrence Dunkley och Brenan. Platypterocarpus tanganyikensis ingår i släktet Platypterocarpus och familjen Celastraceae. Inga underarter finns listade.